# Conte du milieu
Conte du milieu est une nouvelle de Marcel Aymé, publiée par les Bibliophiles de l'Étoile en 1949.

## Historique
Conte du milieu est publiée le 6 avril 1949 aux Éditions les Bibliophiles de l'Étoile sous le titre Porte Saint-Martin puis dans En arrière, le dernier recueil de nouvelles publié du vivant de l'auteur,  en 1950.

## Résumé
Comment Riri la blonde, tenancière d'une maison close, a échappé à un ogre qui gardait ses victimes dans un saladier...